# Phaseolodes ovalifolium
Phaseolodes ovalifolium là một loài thực vật có hoa trong họ Đậu. Loài này được (Kurz) Kuntze miêu tả khoa học đầu tiên năm 1891.